# Sex, Love and Secrets
Sex, Love and Secrets est une série télévisée américaine en dix épisodes de 42 minutes, créée par Michael Gans et Richard Register et dont seulement quatre ont été diffusés entre le 27 septembre et le 18 octobre 2005 sur le réseau UPN. Les épisodes cinq à huit ont été diffusés en juillet 2008 sur la chaîne Universal HD.
En France, le premier épisode a été diffusé le 11 avril 2008 sur Série Club dans les Screenings 2008. La diffusion de la série a repris en février 2010 sur Série Club. Elle reste inédite dans les autres pays francophones.

## Synopsis
Hank, Rose, Jolene, Nina, Milo, Charlie et Coop habitent en Californie, sur les hauteurs d'Hollywood, et forment une bande d’amis très soudée. À trente ans, leurs préoccupations tournent autour du mariage, de leur carrière et des choix existentiels qui dicteront leur vie future. Telle une famille, ils partagent tout et passent la majeure partie de leur temps ensemble. Mais comme dans chaque famille, des secrets subsistent. Et les secrets, s’ils sont censés protéger, impliquent souvent mensonges et trahisons, ce qui n'est jamais sans conséquences…

## Distribution
- Denise Richards : Jolene Butler
- Eric Balfour : Charlie
- James Stevenson : Hank
- Lauren German : Rose
- Lucas Bryant : Milo
- Omar Benson Miller : Coop
- Tamara Taylor : Nina

## Épisodes
1. Secrets (Secrets)
2. Pris au piège (Ambush)
3. Vivre dangereusement (Danger)
4. Un trait sur le passé (Molting)
5. Défense territoriale (Territorial Defense)
6. Angoisse (Fear)
7. L'heure de vérité (Abandonment)
8. Protection (Protection)
9. (Camouflage) non produit
10. (Symbiosis) non produit